# Paid in Full (album)
Paid in Full is het debuutalbum van hiphopduo Eric B. & Rakim uitgebracht op 7 juli 1987.
Het album wordt gezien als een toonaangevend album uit de gouden eeuw van de hiphop en heeft veel latere artiesten beïnvloed.

## Nummers
1. "I Ain't No Joke" 3:54
2. "Eric B. Is on the Cut" 3:48
3. "My Melody" 6:46
4. "I Know You Got Soul" 4:46
5. "Move the Crowd" 3:49
6. "Paid in Full" 3:50
7. "As the Rhyme Goes On" 4:00
8. "Chinese Arithmetic" 4:07
9. "Eric B. Is President" 6:20
10. "Extended Beat" 3:49

"Eric B. Is President", "I Ain't No Joke", "I Know You Got Soul", "Move the Crowd" en "Paid in Full" werden als single uitgebracht